# UBV测光系统
UBV测光系统，是一种天文学上常用的三色宽带测光系统，是国际上的标准测光系统。UBV测光系统是1950年代由美国天文学家约翰逊和摩根（W.W.Morgen）使用麦克唐纳天文台口径为33厘米和2.08米的反射望远镜，加U、B、V三个波段的滤光片创立的，因此又称约翰逊-摩根系统（Johnson-Morgan system）。UBV测光系统的星等值常用V星等和色指数B-V和U-B表示。为确定其零点，选取了6颗光谱類型为A0V的恒星，取其平均色指数为零。
UBV测光系统要求使用RCA 1P21型光电倍增管，其中U波段波长为360纳米左右，使用标准的Corning 9863滤光片测得，为近紫外线成份，所得为紫外星等。B波段波长为440nm左右，使用标准的Corning 5030滤光片加厚度为2毫米的Schott GG 13测得，测量蓝色成分，所得为蓝色星等。V波段波长为550nm左右，使用标准的Corning 3384滤光片测得，测量黄、绿色成分，和人眼所见亮度接近，所得为可见星等。
类似的测光系统还有更复杂的uvby测光系统和Stebbins-Whitford-Kron六色（UVBRGI）系统等。